# Риосмонттизм
Риосмонттизм (исп. Riosmonttismo) — гватемальский политический феномен, связанный с именем генерала Эфраина Риоса Монтта, президента Гватемалы в 1982—1983. Обозначает не только взгляды Риоса Монтта и режим его правления, но также структуры и политтехнологии ультраправого антикоммунизма, христианского фундаментализма и авторитарного популизма.

## Идеологические и политические характеристики
Эфраин Риос Монтт пришёл к власти в Гватемале в результате военного переворота 23 марта 1982 года. Возглавленный им режим характеризовался как радикально ультраправый — в отличие от прежних консервативно-олигархических.
Характеризующими признаками риосмонттизма являлись:
- идеология правого радикализма, консервативного республиканизма и крайнего антикоммунизма

- массированное подавление левого партизанского движения

- единоличная диктатура харизматичного лидера

- прямое обращение лидера к населению

- формирование гражданских военизированных структур массовой поддержки режима

- преимущественная опора правительства на крестьянство

- жёсткая борьба с криминалом и коррупцией

Важную специфику режима и его идеологии создавали личные качества и мировоззрение Риоса Монтта — фанатичного евангелиста-пятидесятника. Католическое вероисповедание в традиционно католической стране рассматривалось как признак потенциальной политической неблагонадёжности.
В сочетании всех факторов риосмонттизм выделился как уникальное явление среди латиноамериканских военных диктатур.

## Правление Риоса Монтта

### Ужесточение политики
Вскоре после прихода к власти генерал Риос Монтт устранил партнёров по военной хунте и установил режим единоличного президентского правления. Резко активизировались армейские операции против партизанского движения. В сельской местности были «временно приостановлены» конституционные гарантии, учреждены чрезвычайные суды, наделённые правом смертных приговоров по подозрению в симпатии к партизанам.
Политический режим в целом централизовался и ужесточился. Главным политическим советником президента стал его старший сын военврач Омеро Риос Соса. Был создан институт военных уполномоченных для контроля над гражданской жизнью. Оборотной стороной стало подавление уголовной преступности и коррупции. Политическая оппозиция жёстко преследовалась, резко ограничилась даже ультраправых партий, типа Движения национального освобождения Марио Сандоваля Аларкона. Некоторое исключение составила Партия антикоммунистического единства ультраправого идеолога и организатора «эскадронов смерти» Mano Blanca Лионеля Сисниеги Отеро, которая полностью поддерживала режим.

### Расширение социальной базы
Не меньшее, если не большее значение имели социально-политические мероприятия иного характера — создание массовой базы режима. Основной структурой такого характера стали Патрули гражданской самообороны (PAC). Они формировались в сельской местности, прежде всего в районах проживания индейского населения. Общая численность «патрулерос» достигала миллиона человек. PAC были наделены правами применения оружия, задержаний и допросов, активно участвовали в боях с партизанами. Для привлечения крестьян в проправительственные военизированные формирования Риос Монтт санкционировал захваты в собственности «патрулерос» имущества убитых и арестованных противников. Произошло серьёзное перераспределение собственности в пользу лояльной части крестьянства. Это обеспечило режиму и его лидеру массу активных сторонников. Фактор «патрулерос» кардинально изменил в пользу правящего режима соотношение сил в гватемальской гражданской войне и имел долговременные политические последствия, сказывающиеся до настоящего времени.
Серьёзное внимание уделялось пропаганде и агитации. В поселениях «патрулерос» вели идеологические курсы военные комиссары. Президент Риос Монтт регулярно выступал с телерадиопроповедями религиозного и морально-нравственного характера (в этих передачах участвовала и его жена Мария Тереса Соса Авила). С позиций протестантского фундаментализма глава государства пропагандировал традиционные семейные ценности, ультраправый антикоммунизм и консервативный республиканизм. Контрповстанческие армейские операции обосновывались постоянными ссылками на Библию. При этом речи президента выдерживались в популистской «простонародной» манере, доступной массовой аудитории.
Риосмонттистский режим являлся заметным явлением не только политической истории Гватемалы, но и глобальной Холодной войны.

### Отстранение от власти
После серии поражений, нанесённых партизанам правительственными силами, гватемальская военно-политическая элита посчитала задачи режима выполненными и начала тяготиться «эксцентричным» правлением Риоса Монтта. Особенное раздражение вызывал его далеко зашедший популизм и агрессивный протестантский прозелитизм, конфликты с католической верхушкой. По ряду причин недовольство «риосмонттистским» режимом возникло и в США. Первоначально администрация Рональда Рейгана выражала поддержку Риосу Монтту, но впоследствии отношения осложнились. Одной из причин было дистанцирование Риоса Монтта от гражданской войны в Никарагуа, сдержанность в отношении сандинистского режима.
8 августа 1983 года Эфраин Риос Монтт был отстранён от власти группой военных заговорщиков во главе с министром обороны Оскаром Мехиа Викторесом.

## Общественно-политическая структура

### Сохранение позиций
Уход Эфраина Риоса Монтта с президентского поста не означал конца риосмонттизма как политической системы. Сторонники «старого каудильо» сохранили сильные позиции в обществе и в госаппарате, особенно в силовых структурах. Ещё в 2000 году компетентные эксперты называли генерала Риоса Монтта «настоящим хозяином Гватемалы». С 2000 по 2004 он являлся председателем парламента, в 2003 баллотировался в президенты вопреки конституционному запрету. Альфонсо Портильо, занимавший президентский пост в 2000—2004 годах, характеризовался как политический заложник Эфраина Риоса Монтта.
В идеологии современного риосмонттизма приглушены ультраправые мотивы и дезактуализированы антикоммунистические. На первый план выведен консервативный республиканизм в относительно умеренном правоцентристском варианте. Однако рядовые активисты ориентируются не на декларации, а на фигуру Риоса Монтта, о взглядах которого судят по временам его президентства. Многие гватемальцы ностальгируют по периоду его правления как временам «порядка и стабильности».

### Социальная и организационная база
Основной политической структурой риосмонттизма с конца 1980-х по начало 2010-х годов являлся Гватемальский республиканский фронт (FRG). Во главе FRG стоял вначале сам Эфраин Риос Монтт, потом его дочь Сури Риос. Старший сын генерала Омеро Риос Соса погиб в 1984, младший Энрике Риос Соса служил на командных постах в гватемальской армии и в 2013 был осуждён за финансовые махинации. Наибольшую электоральную поддержку партия имела в районах боевых действий 1982—1983.
Социальную базу риосмонттизма составляют прежде всего бывшие «патрулерос» и члены их семей. Многие из них сохранили фанатичную преданность Риосу Монтту. Активные сторонники исчисляются десятками тысяч. Организационно-политическим центром выступает Ассоциация военных ветеранов Гватемалы (Avemilgua), созданная ветеранами гражданской войны во главе с генералом Кило Аюсо, генералом Мирандой Трехо и полковником Овалье Мальдонадо. Важную роль играет Контртеррористическая федерация (FCT) с её связями в военных и полицейских структурах. Симпатизируют генералу многие деятели предпринимательского объединения CACIF.
Поддерживает Риоса Монтта либертарианское Национальное гражданское движение (MNC) радиожурналистки Глории Альварес. Его популярность высоко в количественно возросшей евангелической общине. 6 сентября 2015 года Сури Риос участвовала в президентских выборах от правоцентристской партии VIVA и заняла пятое место из четырнадцати кандидатов, получив около 6 % голосов.
Победителем первого тура выборов стал актёр и продюсер Джимми Моралес, которого поддержали почти 24 % избирателей. Моралес представляет правонационалистическую партию Фронт национальной конвергенции, созданную в 2008 году по инициативе Avemilgua при участии Сисниеги Отеро. Позиции Моралеса во многом совпадают со взглядами Риоса Монтта. Характерно, что Моралес не признаёт гражданскую войну этническим геноцидом индейцев и считает, что «Риос Монтт, как и другие военные правители, дал отпор коммунизму и спас Гватемалу от участи Никарагуа».

### Акции поддержки лидера
В июле 2003 сторонники Эфраина Риоса Монтта устроили массовые беспорядки в гватемальской столице (один человек погиб), добившись снятия запрета на его участие в президентских выборах. Генерал занял третье место из одиннадцати кандидатов, получив около 11 % голосов. 
В мае 2013 угрозы Avemilgua и перспектива повторения событий десятилетней давности вынудили судебные инстанции отменить ранее вынесенный в отношении Риоса Монтта приговор к 80 годам заключения за геноцид и военные преступления. 

Мы требуем освобождения или парализуем страну.

В 2015 Сури Риос возглавила кампанию защиты своего отца от продолжающихся попыток судебного преследования.

### Противоречия и трудности
Противниками риосмонттизма выступают не только левые силы Гватемалы, но и конкурирующие структуры правого лагеря. Трудно складываются отношения риосмонттистов с Патриотической партией президента Отто Переса Молины (соратник Риоса Монтта в 1982, начальник военной разведки, затем участник свержения президента в 1983). Однако в этих случаях причина коренится не в идейных противоречиях, а в политической конкуренции и межличностных счётах.
Слабой стороной риосмонттизма является неразрывная привязка идеи и движения к личности основателя, которому в 2015 году исполнилось 89 лет. Структуры держатся в основном на личной преданности каудильо. Уход Эфраина Риоса Монтта и Сури Риос из FRG немедленно привёл к катастрофическому падению партийного влияния и популярности.